# 1 Korpus Zmechanizowany (III RP)
1 Korpus Zmechanizowany – związek operacyjno-taktyczny Sił Zbrojnych RP.

## Formowanie
Korpus sformowano w 2001, włączając w jego skład wszystkie jednostki operacyjne Pomorskiego Okręgu Wojskowego. Jego utworzenie było związane z przyjętą wówczas koncepcją zorganizowania w Wojsku Polskim korpusów na wzór korpusów NATO. Przeprowadzone niebawem redukcje jednostek operacyjnych spowodowały rewizję przyjętych założeń. W rezultacie uznano, że utrzymywanie dowództwa korpusu jest nieuzasadnione.
W czerwcu 2004 dowództwo korpusu zostało rozformowane, a podlegające mu jednostki podporządkowano Dowództwu Wojsk Lądowych.

## Struktura organizacyjna
- Dowództwo i sztab (Bydgoszcz)
  - 12 Szczecińska Dywizja Zmechanizowana
  - 16 Pomorska Dywizja Zmechanizowana
  - 2 Brygada Zmechanizowana Legionów
  - 7 Pomorska Brygada Obrony Wybrzeża im. gen. bryg. Stanisława Grzmot-Skotnickiego
  - 15 Giżycka Brygada Zmechanizowana
  - 1 Mazurska Brygada Artylerii im. gen. Józefa Bema
  - 2 Mazowiecka Brygada Saperów
  - 9 Warmiński pułk rozpoznawczy
  - 8 Koszaliński pułk przeciwlotniczy
  - 14 Suwalski pułk artylerii przeciwpancernej im. Marszałka Józefa Piłsudskiego
  - 5 pułk inżynieryjny im. gen. Ignacego Prądzyńskiego
  - 3 Włoclawski pułk drogowo-mostowy
  - 4 Brodnicki pułk chemiczny
  - 49 pułk śmigłowców bojowych
  - 4 Bydgoski pułk dowodzenia
  - 8 batalion radioelektroniczny

## Dowództwo korpusu
- Dowódca korpusu – gen. dyw. Zbigniew Głowienka
- Zastępca dowódcy korpusu – gen. bryg. Andrzej Lelewski
- Szef sztabu – płk dypl. Henryk Skarżyński